# Hipparchia holanops
Hipparchia holanops är en fjärilsart som beskrevs av Brouwer 1935. Hipparchia holanops ingår i släktet Hipparchia och familjen praktfjärilar. Inga underarter finns listade i Catalogue of Life.